# Den Spauwer

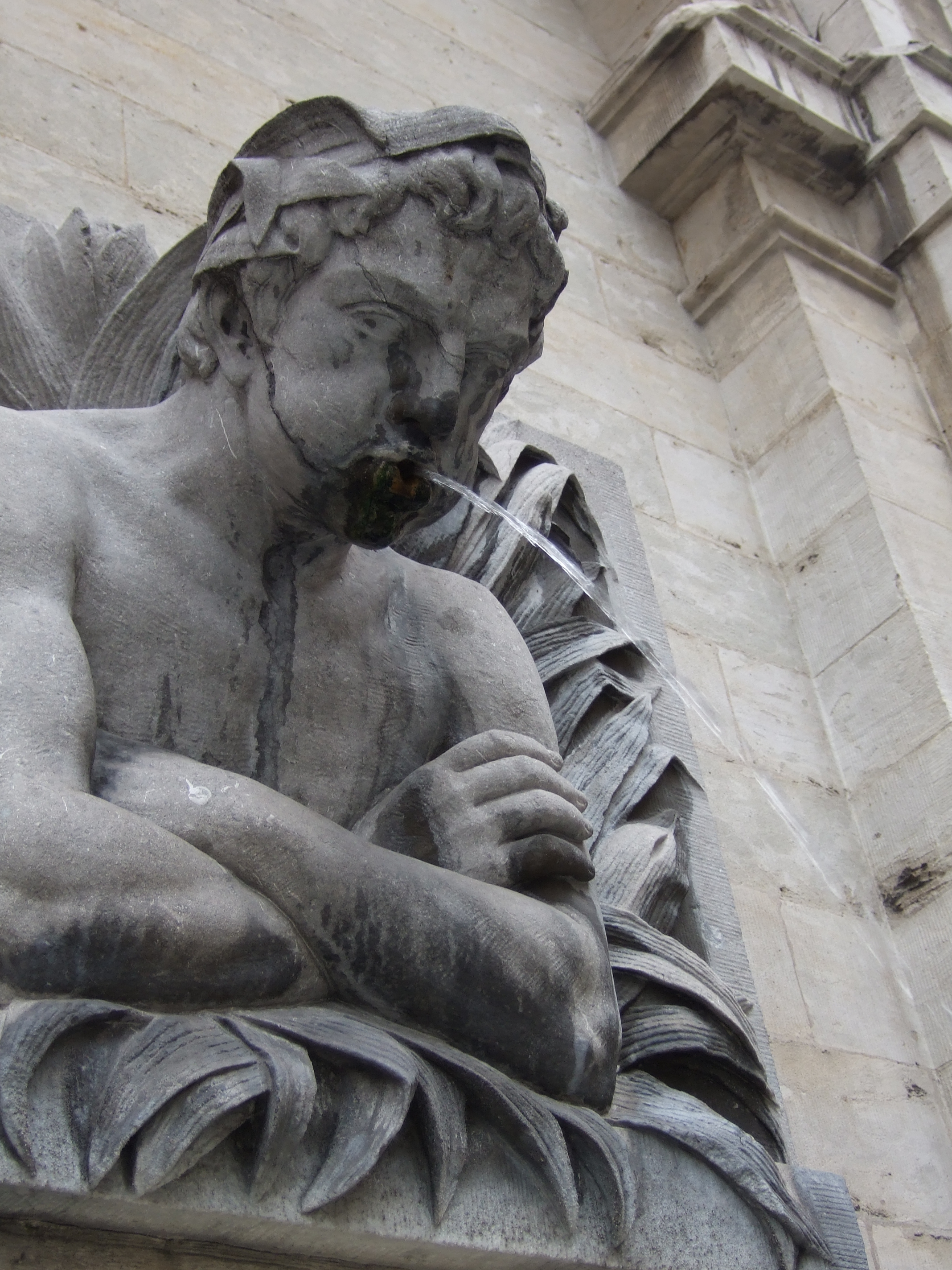

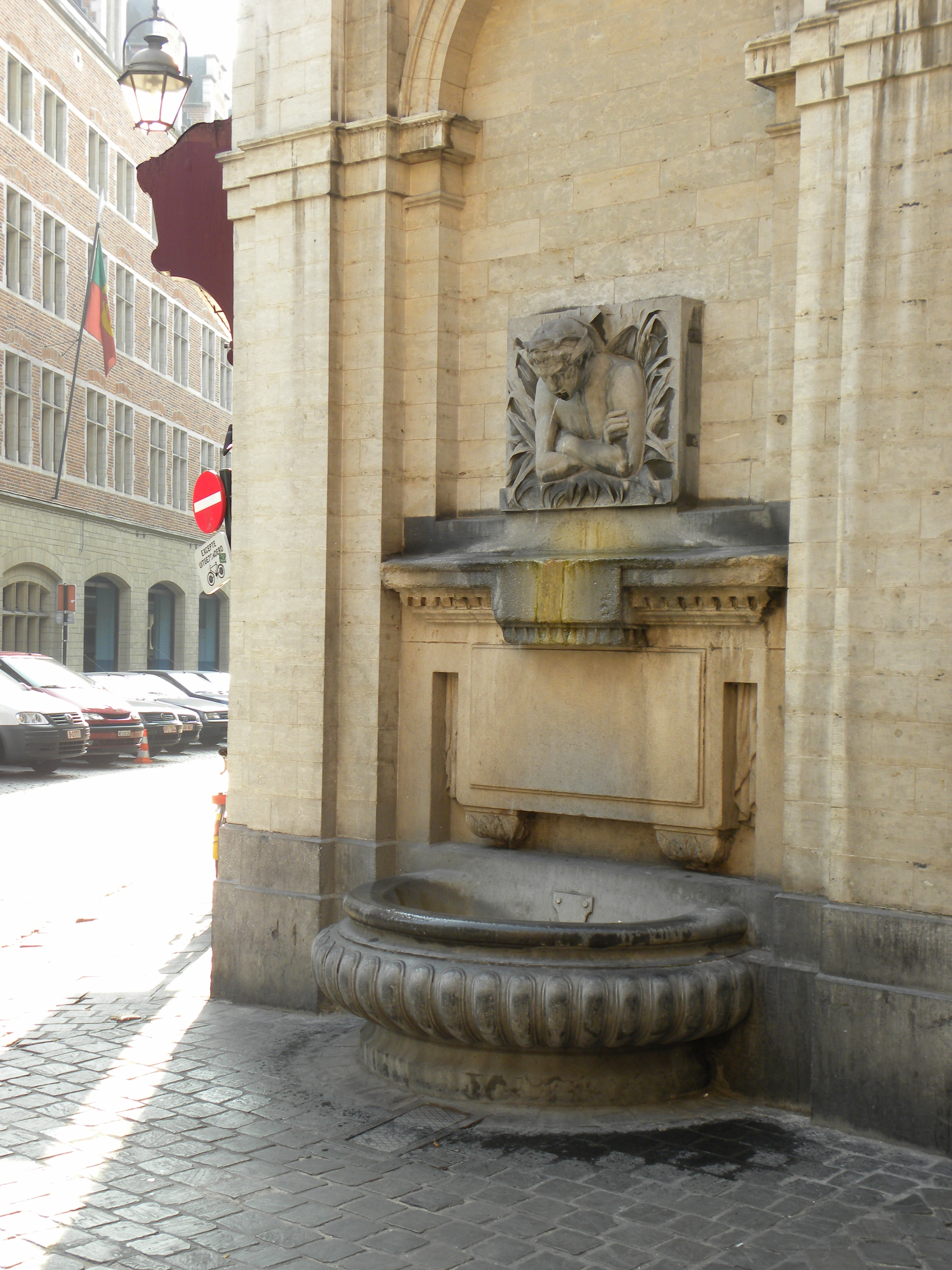

Den Spauwer (Frans: Le Cracheur) is een oude muurfontein in Brussel. Ze ligt vlak bij de Grote Markt, op de hoek van Steenstraat en Kolenmarkt.

## Geschiedenis
De fontein is ingewerkt in een afgeschuind hoekhuis uit 1823, maar is zelf ouder, waarschijnlijk teruggaand tot de 14e eeuw. De blauwe fonteyne, zoals ze toen heette, had meerdere kuipen en stralen. Ze werd beheerd door de stedelijke fonteinmeester en stond tegenover huis t'Platbroot, gehuurd door de stad in 1427. Dit huis tegen de lakenhal, aan de achterzijde van het stadhuis, werd later verbouwd tot de Boterpot. Een inventaris uit 1622 situeert de fontein nog altijd in den ganck gaende naer den Boterpot, maar niet voor lang. De verwoestingen van 1695 werden de blauwe fontein fataal. Het stadsbestuur stond toe dat Josse Van Schoonendonck de ruïne heropbouwde mits hij een nieuwe fontein zou voorzien. Een 18e-eeuwse kaart vermeldt dat het water van zijn fontein uit een leeuwenmascaron spoot.
De huidige Spauwer, een Triton die voorover leunt uit de muur, dateert waarschijnlijk van de renovatie door beeldhouwer François-Joseph Janssens in 1769. Later pakte Claude Fisco het hydraulische en architecturale aspect aan (1786), wat niet onmiddellijk vlekkeloos liep zoals we weten uit een klacht (1789). Buste en bassin zijn in de 19e eeuw door kopies vervangen, resp. van Jean-André Laumans en J.-P. Luppens. De nieuwe kuip kaderde in een restauratie onder Victor Jamaer (1890).
In 2002 is Den Spauwer beschermd.
In 2022 werd de fontein weer in werking gesteld, nadat de eigenaar van het hoekpand jarenlang de watertoevoer had afgesloten.

## Beschrijving
In zijn neoklassieke rondboognis voorzag Fisco een borstwering met gekloste druiplijst. Erboven zien we de Spauwer, een triton die net lijkt te zijn opgedoken uit een rietkraag. Met de bladeren nog in zijn haar, de armen gekruist en de wangen bol, spuwt hij onverstoorbaar zijn dunne waterstraal.

## Stadslegende
De Brusselse overlevering verbindt het ontstaan van Den Spauwer met de verdwenen fontein van de Drie Godinnen, die water spoten uit hun borsten. Zoals andere feestelijke gelegenheden, was de trouw van hertogin Maria en Maximiliaan van Oostenrijk aanleiding om een vat wijn aan te sluiten op de godinnenfontein. Een schipper laafde zich rechtstreeks aan de borsten en stierf dronken op een straathoek. Zijn beschaamde ouders lieten als boetedoening een nieuwe fontein bouwen op die hoek. De maagdenfontein mocht nooit meer wijn spuiten.

## Voetnoten
1. ↑  Akte van 12 november 1704
2. ↑  Caerten figuratief der Fonteynen [...] toebehoorende aan dese Stad Brussel
3. ↑  Eeuwenoude fontein vlakbij stadhuis weer in gebruik, BRUZZ, 4 april 2022. Gearchiveerd op 4 april 2022.